# Eilanden in de Zuid-Chinese Zee
De Eilanden in de Zuid-Chinese Zee (ook wel bekend als Nanhai-eilanden, simpel: 南海诸岛, traditioneel: 南海諸島, pinyin: Nánhǎi Zhūdǎo) is een groep van 250 kleine eilanden (oppervlak van ongeveer 1 km²), atollen, zandbanken, cays en koraalriffen in de Zuid-Chinese Zee. De meeste van deze eilanden zijn onbewoond, vooral omdat bij extreme of normale vloed onder water liggen. 
De eilanden zijn rijk aan mineralen, aardgas- en olievelden. Vanwege hun grote economische en militaire belang zijn de eilanden al jaren onderwerp van discussie tussen China en verschillende Zuid-Aziatische landen, die allemaal het eigendom op deze eilanden claimen.

## Groepen
De eilanden zijn onder te verdelen in de volgende groepen:
- De Spratly-eilanden
- De Paraceleilanden
- De Prataseilanden
- De Zhongsha-eilanden (ook wel Macclesfield Bank genoemd)
- Het Scarborough-rif.

## Geschiedenis
De eilanden werden voor het eerst ontdekt door Chinezen tijdens de Qin-dynastie. Zij noemden de eilanden de sterke koppen van de zee (漲海崎頭 Zhànghǎi Qítóu) en Koraal Cays (珊瑚洲 Shanhu Zhou). De eilanden werden echter niet bezocht door zeelui tot aan de volgende dynastie: de Han-dynastie. Na de Song-dynastie kwamen de eilanden bekend te staan als Het duizend mijl lange zand (千里長沙) en Myriad-Mile Stony Embankment (萬里石塘).
Op Ganquan (甘泉島) staan huizen die dateren uit de Tang- of Song-dynastie. In 1045 werden door de Chinese keizer Renzong van Song keizerlijke troepen naar de paraceleilanden gestuurd. De vissers van Hainan hielden kaarten bij van zo’n 200 routes om langs en naar de eilanden te varen. Enkele van de reizen van Zheng He brachten hem bij de eilanden, maar hij is er nooit aan land gegaan.
Ook Vietnam heeft een rol gespeeld in de geschiedenis van de eilanden. Vietnamese vissers en handelaren hebben de eilanden met grote precisie verkend. Officiële documenten tonen aan dat Vietnam al eeuwen de eilanden claimt als Vietnamees grondgebied.
In de 19e eeuw claimde Frankrijk de Spratly-eilanden als onderdeel van de Unie van Indochina. Deze claim werd in de jaren 30 van de 20e eeuw opgeheven, toen Frankrijk een paar eilanden overdroeg aan het Verenigd Koninkrijk. Tijdens de Tweede Wereldoorlog werden de eilanden veroverd door Japan.

## Claims voor controle
De Japanners en de Fransen deden afstand van hun claims op de eilanden nadat hun bezetting van dit gebied eindigde.
In 1949 claimde de Volksrepubliek China alle eilanden als onderdeel van de provincie Guangdong en later Hainan. Tegelijkertijd claimde Vietnam echter dat de Spratly-eilanden behoorden tot een van hun districten; aanvankelijk de provincie Phước Tuy en later de provincie Khánh Hòa.
Momenteel heeft Vietnam 29 eilanden of rotsen in zijn bezit, terwijl China er acht of negen bezit.
Ook de Republiek China (Taiwan), Maleisië en de Filipijnen eisen een deel van de eilanden op. Taiwan claimt alle Spratly-eilanden, maar bezit slechts 1 eiland en een rif. Maleisië bezit drie eilanden. De Filipijnen claimen eveneens een groot deel van de Spratley-eilanden. Ze bezitten slechts acht eilanden.
Brunei en Indonesië claimen beide stukken van de zee tussen de eilanden.

## Geografie
De eilanden bevinden zich in een ondiepe humietlaag van een continentaal plat, met een gemiddelde diepte van 200 meter. Bij de Spratly-eilanden veranderd de zeebodem echter drastisch van diepte. Vlak bij de Filipijnen is de diepte 5000 meter. Ook zijn er plekken waar het water dermate ondiep is, dat navigatie er erg lastig wordt.
De zeebodem bij de eilanden bevat graniet uit het Paleozoïcum en Mesozoïcum en metamorf gesteente. De abyssale zones zijn ontstaan tijdens de formatie van de Himalayas tijdens het Cenozoïcum.
Op een vulkanisch eiland na zijn alle eilanden gemaakt van koraalriffen.

## Leven
Op de eilanden leven vrijwel geen dieren, met uitzondering van vogels als genten en meeuwen.
Er bevinden zich zo’n 100 tot 200 plantensoorten op de eilanden. Op de Parceleilanden komen 166 soorten voor.